# Eremulus hastatus
Eremulus hastatus är en kvalsterart som beskrevs av Hammer 1961. Eremulus hastatus ingår i släktet Eremulus och familjen Eremulidae. Inga underarter finns listade i Catalogue of Life.